# Westchester County Center
Das Westchester County Center ist eine Mehrzweckhalle in der US-amerikanischen Stadt White Plains, Westchester County, im Südosten des Bundesstaates New York. Der Veranstaltungshalle wird für Konzerte und Sportveranstaltungen sowie lokale Messen, Ausstellungen, Besprechungen, Seminare, Theatervorstellungen, Tagungen und Bürger- wie Gemeindeveranstaltungen genutzt. Die Halle bietet maximal 5000 Plätze.

## Geschichte
Das Center wurde 1924 von der Westchester Recreation Commission als vielseitige Freizeiteinrichtung konzipiert. Das Architekturbüro Walker & Gillette entwarf den Bau im Stil des Art déco. Ein lokales Bauunternehmen erhielt den Auftrag und errichtete das Westchester County Center zu Baukosten von 785.000 US-Dollar. Am 22. Mai 1930 wurde das Center mit einer Eröffnungsgala eingeweiht. Es traten der Pianist Percy Grainger, der Tenor Edward Johnson, der Organist Palmer Christian sowie mehr als 1500 Chorsänger auf. Des Weiteren gaben viele weitere Künstler und Bands wie The Beach Boys, Glenn Miller and His Orchestra, Ray Charles, Bob Dylan, Bo Diddley, Judy Garland, Liza Minnelli, James Brown, Kenny Rogers, John Sebastian, The Temptations Review feat. Dennis Edwards, Rosa Ponselle, Marian Anderson, The Soul Survivors, Paul Robeson, The Highwaymen, Robert Merrill, W. C. Handy und Sopwith Camel über die Jahre Konzerte im Westchester County Center. Hinzu kamen Veranstaltungen wie z. B. des Royal Hanneford Circus oder Spiele der Basketball-Showtruppe Harlem Globetrotters. Nach einer umfassenden Renovierung für 16 Mio. US-Dollar wurde das County Center 1988 wiedereröffnet. Nachfolgend wird die Veranstaltungsarena durch Modernisierungen und Verbesserungen auf dem Stand der Technik gehalten.
Das Westchester County Center ist immer wieder Austragungsort von Boxveranstaltungen. Die Website BoxRec führt annähernd 500 Kampfabenden in der Arena von White Plains. Noch vor der Renovierung trug das Basketballteam der Westchester Golden Apples aus der United States Basketball League (USBL) 1985 ihre Heimpartien im Westchester County Center aus. Die Frauen-Volleyballmannschaft der New York Liberties aus der Major League Volleyball (MLV) war von 1987 bis 1989 in White Plains ansässig. Seit 2014 bestreiten die Westchester Knicks, ein Farmteam der New York Knicks, aus der NBA G-League ihre Heimpartien im Center. Im Februar 2018 gab das Frauen-Basketballteam der New York Liberty, Women’s National Basketball Association (WNBA), den Wechsel vom großen Madison Square Garden mit rund 20.000 Plätzen in die kleinere Arena von White Plains bekannt. Nur zu ausgewählten Spielen wird man in den Garden zurückkehren. 2019 verließen sie das Westchester County Center und zogen ins Barclays Center um. Die Arena-Football-Mannschaft der New York Streets aus der National Arena League (NAL) werden ab der Saison 2019 ihre Heimspiele in der Halle in White Plains austragen.